# スリランカサッカー連盟
スリランカサッカー連盟（スリランカサッカーれんめい）は、スリランカのサッカー連盟である。旧正式名称はFootball Federation of Sri Lanka（略称FFSL）であったが、2021年にFootball Sri Lanka（略称FSL）に改称している。

## 概要
1939年に設立された。国際サッカー連盟 (FIFA) には1952年に、アジアサッカー連盟 (AFC) には1969年に加入。また、南アジアサッカー連盟 (SAFF) には1997年の設立当初より加盟している。

## 主な組織チーム
- サッカースリランカ代表
- サッカースリランカ女子代表
- スリランカ・スーパーリーグ
- スリランカ・チャンピオンズリーグ